# Archidiecezja Florencji
Archidiecezja Florencji – łac. Archidioecesis Florentina – archidiecezja Kościoła rzymskokatolickiego we Włoszech, w regionie kościelnym Toskania. Jest główną diecezją metropolii Florencji. Zgodnie z tradycją została erygowana w I wieku n.e., a 10 maja 1419 została podniesiona do rangi metropolii.